# Harry Horner
Harry Horner (Holice, 24 luglio 1910 – Pacific Palisades, 5 dicembre 1994) è stato uno scenografo e regista austriaco.

## Biografia
Fu allievo di Max Reinhardt prima di trasferirsi negli Stati Uniti, dove svolse la sua attività artistica.
Vinse due Oscar alla migliore scenografia: nel 1950 per L'ereditiera e nel 1962 per Lo spaccone.
È padre del compositore James Horner.

## Filmografia

### Scenografo

#### Cinema
- Il trionfo di Tarzan (Tarzan Triumphs), regia di Wilhelm Thiele (1943)
- La taverna delle stelle (Stage Door Canteen), regia di Frank Borzage (1943)
- Doppia vita (A Double Life), regia di George Cukor (1947)
- L'ereditiera (The Heiress), regia di William Wyler (1949)
- Tarzan e le schiave (Tarzan and the Slave Girl), regia di Lee Sholem (1950)
- La preda della belva (Outrage), regia di Ida Lupino (1950)
- Nata ieri (Born Yesterday), regia di George Cukor (1950)
- Ho amato un fuorilegge (He Ran All the Way), regia di John Berry (1951)
- Androclo e il leone (Androcles and the Lion), regia di Chester Erskine (1952)
- Tavole separate (Separate Tables), regia di Delbert Mann (1958)
- Il meraviglioso paese (The Wonderful Country), regia di Robert Parrish (1959)
- Lo spaccone (The Hustler), regia di Robert Rossen (1961)
- The Luck of Ginger Coffey, regia di Irvin Kershner (1964)
- Non si uccidono così anche i cavalli? (They Shoot Horses, Don't They?), regia di Sydney Pollack (1969)
- Chi è Harry Kellerman e perché parla male di me? (Who Is Harry Kellerman and Why Is He Saying Those Terrible Things About Me?), regia di Ulu Grosbard (1971)
- Voglio la libertà (Up the Sandbox), regia di Irvin Kershner (1972)
- L'uccello tutto nero (The Black Bird), regia di David Giler (1975)
- Balordi & Co. - Società per losche azioni capitale interamente rubato $ 1.000.000 (Harry and Walter Go to New York), regia di Mark Rydell (1976)
- Audrey Rose, regia di Robert Wise (1977)
- Driver l'imprendibile (The Driver), regia di Walter Hill (1978)
- Attimo per attimo (Moment by Moment), regia di Jane Wagner (1978)
- La febbre del successo - Jazz Singer (The Jazz Singer), regia di Richard Fleischer (1980)

#### Televisione
- Curtain Call – serie TV, episodio 1x02 (1952)
- Le grandi fiabe (Shirley Temple's Storybook) – serie TV, episodi 1x07-1x09 (1958)
- L'abisso - Storia di una madre e di una figlia (Strangers: The Story of a Mother and Daughter), regia di Milton Katselas – film TV (1979)

### Regista

#### Cinema
- Red Planet Mars (1952)
- La jena di Oakland (Beware, My Lovely) (1952)
- Hanno ucciso Vicki (Vicki) (1953)
- New Faces (1954)
- A Life in the Balance, co-regia di Rafael Portillo (1955)
- La pistola non basta (Man from Del Rio) (1956)
- L'uomo dalla forza bruta (The Wild Party) (1956)

#### Televisione
- TV Reader's Digest – serie TV, 8 episodi (1955-1956)